# Parada de El Ingenio
El Ingenio era una parada del Tranvía de Vélez-Málaga. Estaba ubicada en Torre del Mar, y daba servicio al Centro Comercial de El Ingenio. La parada cerró en 2012 junto con el resto de la red.

## Líneas y conexiones
| << Cabecera  | < Estación        |            | Estación >  | Cabecera >>         |
| ------------ | ----------------- | ---------- | ----------- | ------------------- |
| Paseo Larios | Hospital Comarcal | El Ingenio | La Pañoleta | Parque Jurado Lorca |

Muy próxima a la parada de tranvía, hay una parada de autobús por la que pasan las siguientes líneas de los Autobuses Urbanos de Vélez-Málaga:
- Vélez Málaga - Torre del Mar
- Vélez Málaga - Torre del Mar - Almayate
- Vélez Málaga - Torre del Mar - Caleta de Vélez